# Allt arbet är ju fåfängt här
Allt arbet är ju fåfängt här är en gammal psalm i sju verser som grundar sig på Psaltaren 127. Det tyska originalet Vergebens ist all Müde författades av Martin Luther. Okänt svenskt upphov. En senare tolkning av samma psaltarpsalm gjordes av Christopher Dahl 1807 i psalmen Förgäves all vår omsorg är.
Psalmen inleds 1695 med orden:
Allt arbet är ju fåfängt här
Hwar Gudh eij är medh alla
Stoor brist i mensklig kostnad är
Wår krafft kan intet gälla
Enligt 1697 års koralbok används samma melodi som till psalmerna Min Gud, på dig förtröstar jag (nr 70), Vad min Gud vill, det alltid sker (nr 262) och Vad Gudi täckes, är mig täckt (nr 265).

## Publicerad som
- Nr 97 i 1695 års psalmbok under rubriken "Konung Davids Psalmer".